# 康拉德·雅各·特明克
康拉德·雅各·特明克（荷蘭語：Coenraad Jacob Temminck，1778年3月31日—1858年1月30日）是一名荷蘭貴族和動物學家。

## 生平
特明克於阿姆斯特丹出生，1820年出任位於萊頓的國家自然歷史博物館，直至去世。他於1815年所著的《Manuel d'ornithologie, ou Tableau systematique des oiseaux qui se trouvent en Europe》曾經是多年來歐洲鳥類的權威之作。他的父親於荷蘭東印度公司任財政一職，特明克從父親手上繼承了大量鳥類樣本。1831年，特明克獲瑞典皇家科學院選為外籍會員（外籍院士）。1858年於利瑟逝世。